# Stanisław Jensen
Stanisław Cyprian Jensen (ur. 26 września 1906 w Mińsku Mazowieckim, zm. 17 lutego 1984 w Warszawie) – chorąży pilot Wojska Polskiego, pilot doświadczalny i sanitarny, kawaler Virtuti Militari.

## Życiorys
Syn Władysława i Heleny z Zieleniewskich. W 1923 roku ukończył gimnazjum matematyczno-przyrodnicze i rozpoczął praktyki w fabryce K. Rudzki i S-ka w Mińsku Mazowieckim. Ukończył kursy doszkalające i podjął pracę w biurze konstrukcyjnym tej fabryki. Od października 1927 roku odbywał zasadniczą służbę wojskową. Otrzymał przydział do 1 pułku lotniczego, gdzie ukończył szkołę podoficerską i szkołę mechaników. Jego fascynacja lotnictwem została zauważona przez przełożonych, na skutek czego został włączony do grupy, która od maja do czerwca przechodziła szkolenie w Centralnej Szkole Podoficerów Pilotów Lotnictwa w Bydgoszczy. Od 14 grudnia 1928 roku służył jako pilot w 11 eskadrze lotniczej w 1 pl. Służbę zasadniczą zakończył w 1929 roku ale już w 1930 r., na jego wniosek, został przyjęty do służby zawodowej w WP, otrzymując przydział do 64 eskadry liniowej we Lwowie. Służył tam w charakterze instruktora w lotach bez widoczności i nocnych.
W 1934 roku powrócił do służby w 1 pl, a konkretnie w 212 eskadrze bombowej nocnej. Po włączeniu tej jednostki do Brygady Bombowej w jej składzie wziął udział w kampanii wrześniowej. 4 września uczestniczył w bombardowaniu mostu pontonowego na Warcie w rejonie wsi Rychłocice, jego załoga była jedyną, która powróciła z tej misji. 13 września wykonywał lot na rozpoznanie niemieckich jednostek w rejonie Włodzimierz Wołyński–Chełm–Hrubieszów–Lubartów–Zamość, który zakończył się zbombardowaniem wykrytych oddziałów Wehrmachtu.
Po ataku ZSRR na Polskę 17 września przeleciał granicę rumuńską i przez Czerniowce dotarł do Bukaresztu. Udało mu się uniknąć internowania i drogą morską przedostać się (przez Bejrut) do Marsylii. We Francji otrzymał przydział do jednostki lotniczej w Istres, a następnie został przeniesiony do Paryża. W grudniu 1939 roku zdecydował się jednak na przejazd do Wielkiej Brytanii, gdzie przybył 16 grudnia. Otrzymał numer służbowy RAF 780044 i przydział do 301 dywizjonu bombowego Ziemi Pomorskiej. W nocy z 14 na 15 września 1940 roku wziął udział w pierwszej operacji jednostek bombowych Polskich Sił Powietrznych. Na samolocie Fairey Battle GR-G (nr ser. L5556) bombardował barki i statki desantowe zgromadzone w porcie Bolougne. Kolejny lot bojowy, również na samolocie GR-G, wykonał 9 października na bombardowanie barek oraz statków w porcie Calais.
Przeszedł przeszkolenie na samolotach Vickers Wellington i 22 grudnia 1940 roku wziął udział w wyprawie bombowej, której celem były zbiorniki z paliwem w porcie Antwerpia. W nocy z 17 na 18 kwietnia 1941 roku wziął udział w bombardowaniu Berlina (Wellington GR-J, nr ser. Rl459).

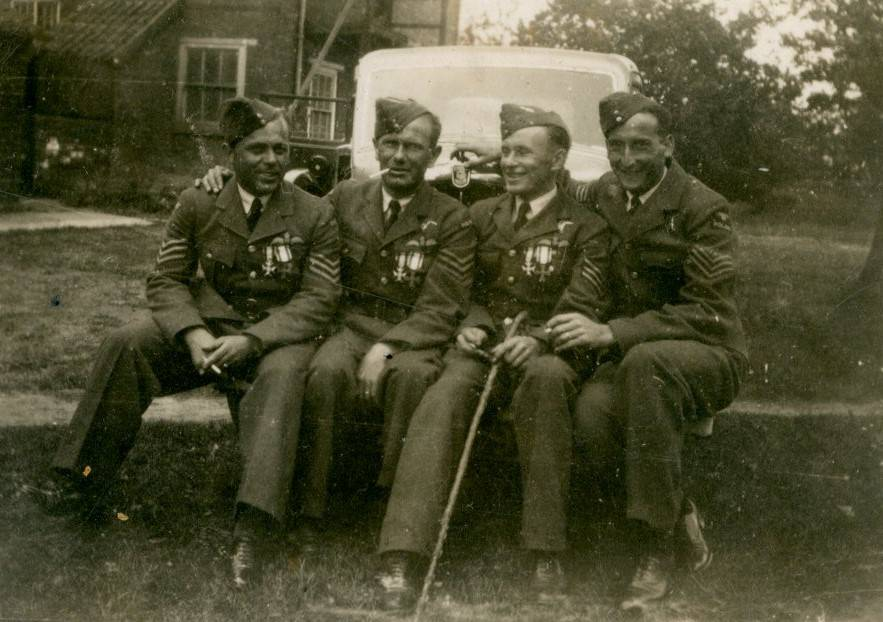
Od lewej: Franciszek Zaremba, Stanisław Jensen, Stanisław Kłosowski i Julian Pieniążek

Po ukończeniu tury lotów bojowych został skierowany do szkoły lotniczej w Newton, gdzie pełnił funkcję instruktora. Następnie wszedł w skład eskadry „C” 138 dywizjonu specjalnego przeznaczenia RAF i wykonywał loty z zaopatrzeniem dla organizacji podziemnych w Europie. Jesienią 1942 roku wykonał długotrwały lot do okupowanej Polski, po powrocie silniki jego Halifaxa zatrzymały się podczas lądowania z braku paliwa. Podczas innego lotu, na skutek ataków niemieckiego nocnego myśliwca, został ciężko ranny. W konsekwencji spędził siedem tygodni w kanadyjskim szpitalu.
W nocy z 12 na 13 kwietnia 1943 roku, podczas swojego 67. lotu bojowego na zrzut zaopatrzenia dla francuskiego ruchu oporu, jego samolot został uszkodzony ogniem artylerii przeciwlotniczej i lądował w rejonie Caen. Po kilkudniowym ukrywaniu się dostał się do niemieckiej niewoli. Został przewieziony do Paryża, skąd trafił do szpitala dla jeńców wojennych we Frankfurcie nad Menem. Był więziony w więzieniu śledczym we Frankfurcie, a następnie w obozach koncentracyjnych Sachsenhausen, Flossenbürg i Dachau. Został ewakuowany z innymi więźniami, przez Zineburg i Bremę trafił do Pas w Tyrolu. Został dołączony do grupy zakładników stworzonej przez Ernsta Kaltenbrunnera. W maju 1945 r. został oswobodzony przez oddziały 5 Armii amerykańskiej i ewakuowany do Włoch. Został przewieziony na leczenie do Wielkiej Brytanii, służbę wojskową zakończył w stopniu chorążego pilota.
Po zakończeniu wojny powrócił do Polski, gdzie z powodów politycznych był represjonowany i uniemożliwiono mu pracę w lotnictwie. Znalazł pracę w Fabryce Sygnałów Kolejowych w Krakowie, w 1948 r. został przeniesiony do Zarządu Przemysłu Wyrobów Blaszanych na stanowisko naczelnika Wydziału Kontroli Technicznej. W 1952 roku został zatrudniony Departamencie Techniki Ministerstwa Przemysłu Drobnego i Rzemiosła, skąd w 1954 r. przeszedł do Centralnego Zarządu Przemysłu Terenowego. Od września 1956 roku rozpoczął pracę jako pilot kieleckiego Zespołu Lotnictwa Sanitarnego, a 1 października 1957 r. przeszedł do pracy w warszawskim Zespole Lotnictwa Sanitarnego. Pełnił tam funkcję instruktora i kierownika wyszkolenia.
28 lutego 1967 roku przeszedł na emeryturę. Na 52 typach samolotów wylatał 8138 godzin, w tym 1984 godziny w nocy. Był członkiem Aeroklubu Warszawskiego oraz Klubu Seniorów Lotnictwa w Warszawie. Zmarł w Warszawie 17 lutego 1984 roku, został pochowany na cmentarzu Północnym (kwatera W-II-8, rząd 2, grób 3). Jego grób został wpisany do ewidencji grobów weteranów walk o wolność i niepodległość Polski.

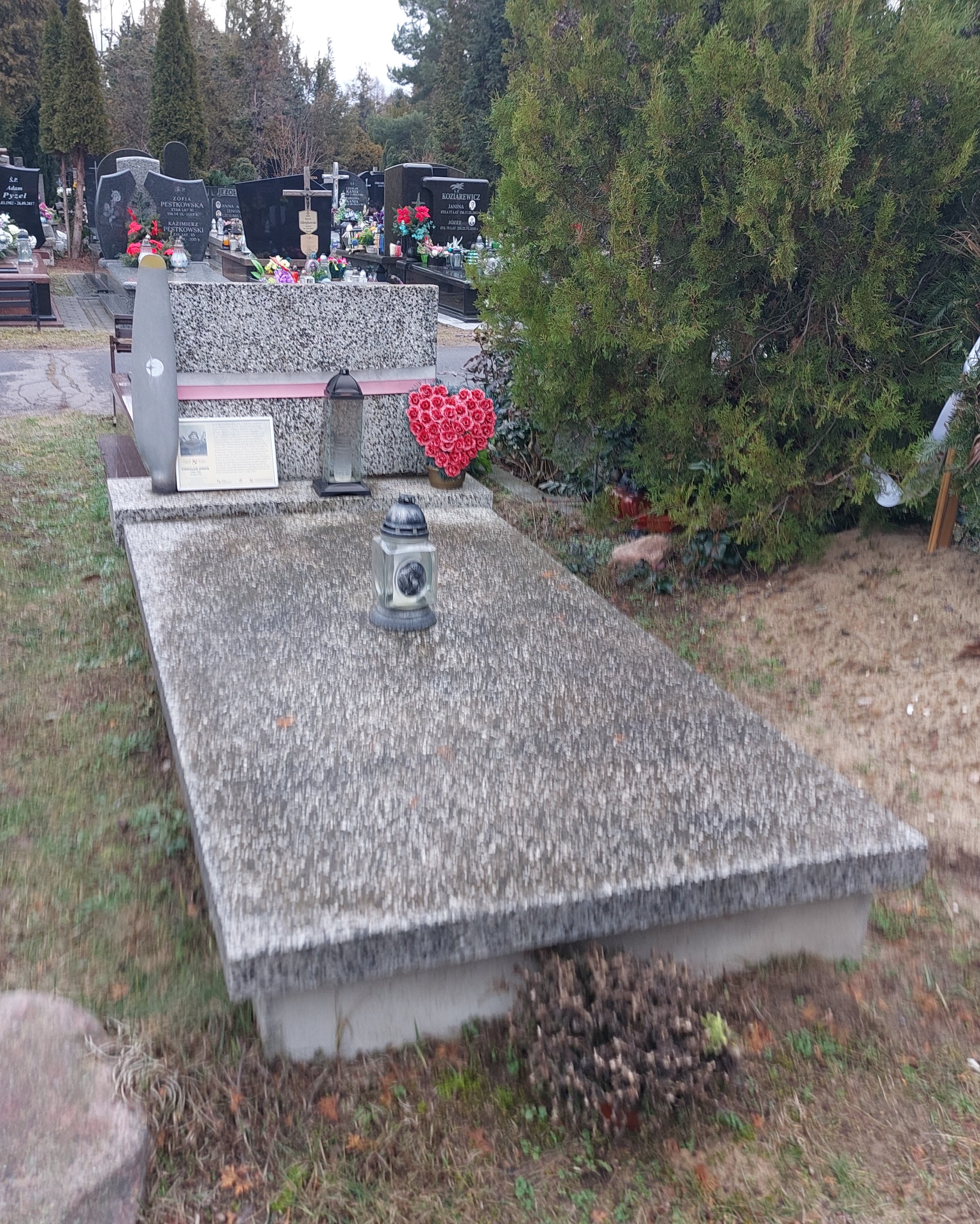
Grób Stanisława Jensena

## Ordery i odznaczenia
- Krzyż Srebrny Virtuti Militari nr 9062,
- Krzyż Walecznych (czterokrotnie),
- Medal Lotniczy (czterokrotnie),
- Distinguished Flying Medal,
- Polowa Odznaka Pilota.